# 1166 Avenue of the Americas
1166 Avenue of the Americas alternativt International Paper Building är en skyskrapa som ligger på adressen 1166 Avenue of the Americas/Sixth Avenue på Manhattan i New York, New York i USA. Byggnaden uppfördes 1974 som en kontorsfastighet. Den är 182,9 meter hög och har 44 våningar.
Ett urval av de företag som är eller varit hyresgäster i skyskrapan är Condé Nast Publications, Halliburton Group Canada, Marsh McLennan (Guy Carpenter & Company; Marsh; Mercer och Oliver Wyman Group), Prudential Financial, Skadden, Arps, Slate, Meagher & Flom och Sprint Corporation.